# Незнановиці (Малопольське воєводство)
Незнановиці (пол. Nieznanowice) — село в Польщі, у гміні Ґдув Велицького повіту Малопольського воєводства.
Населення — 513 осіб (2011).

## Демографія
Демографічна структура станом на 31 березня 2011 року:
|          | Загалом | Допрацездатний вік | Працездатний вік | Постпрацездатний вік |
| -------- | ------- | ------------------ | ---------------- | -------------------- |
| Чоловіки | 265     | 56                 | 189              | 20                   |
| Жінки    | 248     | 50                 | 147              | 51                   |
| Разом    | 513     | 106                | 336              | 71                   |